# Vedette Lim
Vedette Lim (Arizona, 14 de noviembre de 1979) es una actriz estadounidense de televisión y cine, conocida por sus apariciones en series como Six Degrees (2007), Medium (2010), The Forgotten (2010), Chicago Fire (2013-2019) y FBI (2019-2023).

## Biografía
Nació en Arizona, y es de ascendencia china y europea. Creció y se educó en Seattle, Washington, dónde mostró interés en la actuación, lo que la llevó a mudarse a Nueva York para estudiar en la prestigiosa Tisch School of the Arts, de la Universidad de Nueva York.

## Carrera
Después de graduarse de la escuela trabajó principalmente en teatro y comerciales. En 2007, tuvo su primera aparición en Six Degrees de ABC News, y en un pequeño papel en 2008 como Amy en la serie de CBS, As the World Turns.
En 2009, se mudó a Los Ángeles para avanzar en su carrera. Después de llegar a Hollywood en el 2010, fue elegida para papeles televisivos en varias series, incluyendo Medium, The Forgotten, Victorious y Parenthood. Luego apareció en varias películas independientes y cortometrajes, hasta que fue elegida para un papel recurrente como el interés amoroso de Tara Thorton, Naomi, en la cuarta temporada de True Blood de HBO en 2011. También en el 2011, apareció con Natalie Portman y Ashton Kutcher en la comedia romántica Non-Committal Relationship de Ivan Reitman.
En el 2013, se unió al Chicago Fire en un papel recurrente como Devon, la novia de la paramédica Leslie Shay . En el 2016, protagonizó la película de suspenso Psychophonia como Lily. En el 2017, tuvo un pequeño papel en Animal Kingdom como Heather. En 2019, se unió a la serie de televisión FBI como la analista Elise Taylor, el en la cual actuó hasta 2024. 
Interpretó a Vera Ye en la serie de televisión de Netflix, 3 Body Problem, basada en la novela de Liu Cixin, El problema de los tres cuerpos.